# Manatha
Manatha is een geslacht van vlinders van de familie van de zakjesdragers (Psychidae). De wetenschappelijke naam van dit geslacht is voor het eerst voorgesteld door Frederic Moore in een publicatie uit 1877.

## Soorten
- Manatha albipes Moore, 1877
- Manatha nigripes Dierl, 1966
- Manatha scotopepla Hampson, 1910
- Manatha taiwana (Sonan, 1935)